# 菲興格巴赫河
47°32′47″N 7°55′21″E / 47.54625°N 7.92242°E

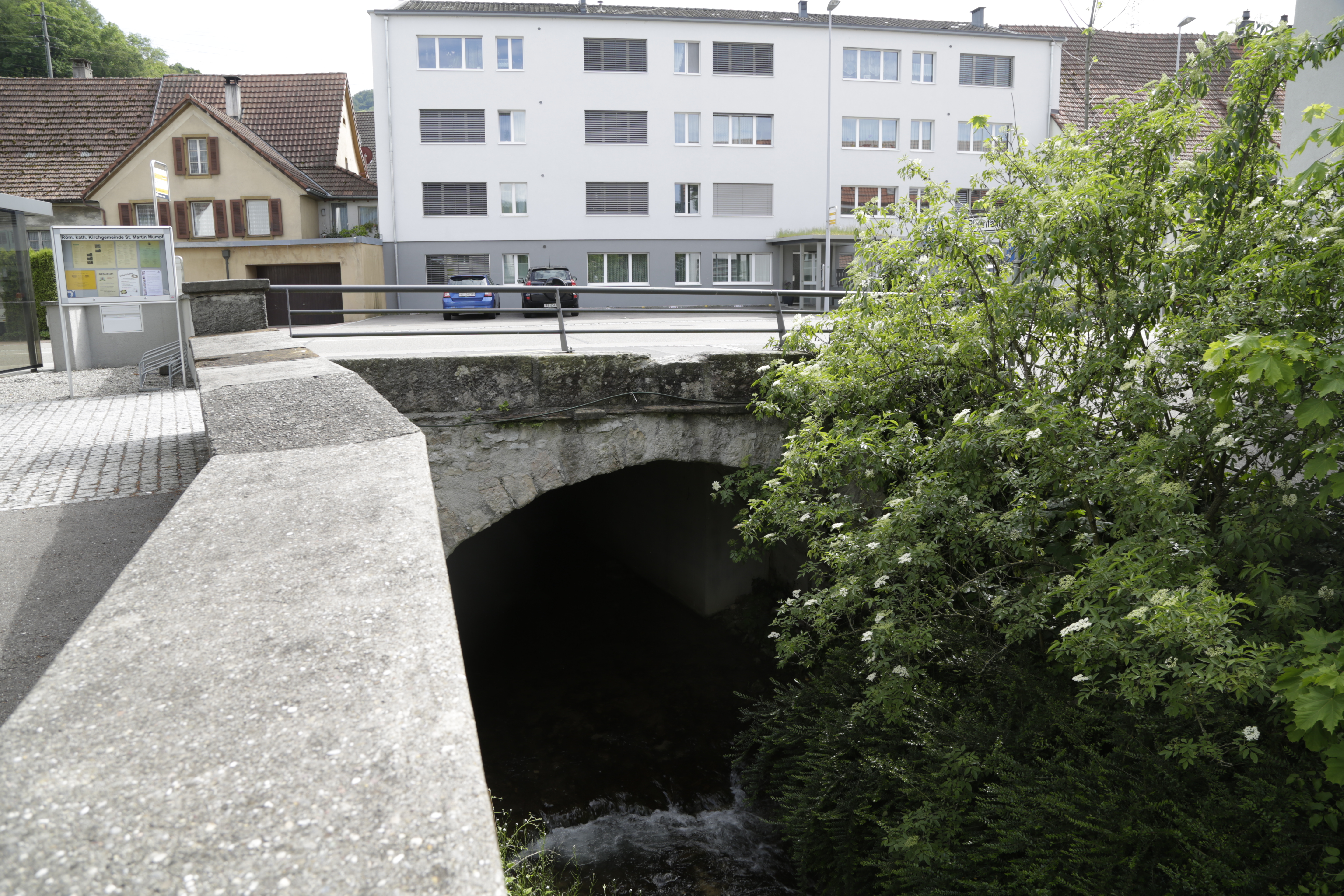

菲興格巴赫河是瑞士的河流，位於該國北部，流經阿爾高州，屬於萊茵河的左支流，河道全長5.5公里，流域面積11.6平方公里，河畔城鎮有舒普法特、上蒙普夫和蒙普夫。